# Nikolaus Schapfl

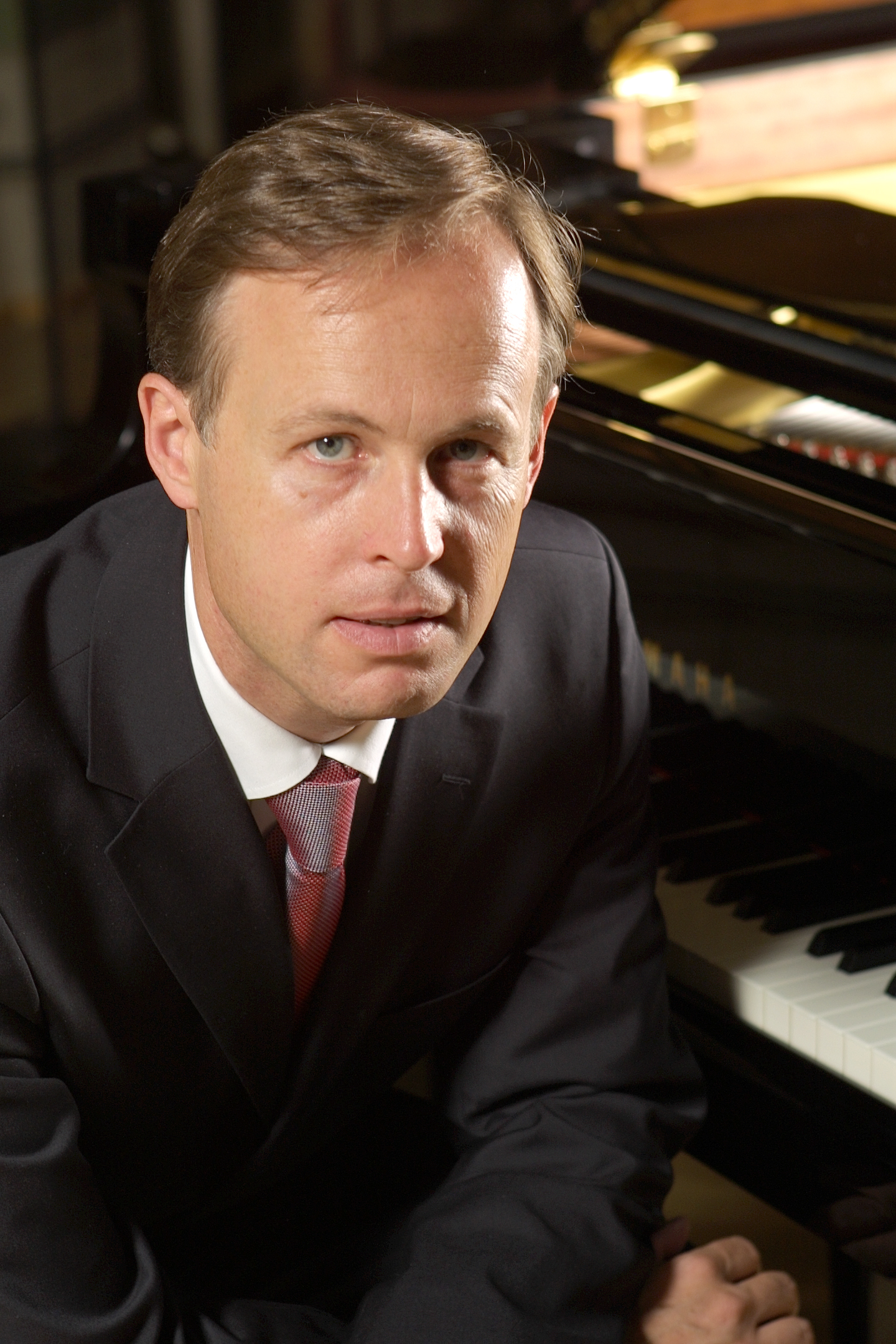
Nikolaus Schapfl (2004)

Nikolaus Schapfl (* 21. August 1963 in München) ist ein deutscher Komponist.

## Leben
Mit sieben Jahren erhielt Nikolaus Schapfl erstmals Musikunterricht, zunächst für Akkordeon, ab 14 auch für Klavier. Im Alter von 14 Jahren begann er mit ersten „ernsten“ Kompositionen. Mit 18 trat er erstmals als Solist in Erscheinung, im Klavierkonzert von Walter Leigh im Stadttheater Fürth, und arbeitete im Stummfilmkino als Pianist. Er begann 1983 ein Studium des Bauingenieurwesens an der TU München, welches er 1988 erfolgreich abschloss. Diesen Beruf übte er dreieinhalb Jahre lang aus. Parallel nahm er 1985 Unterricht in Komposition bei Johann-Peter Gampl.
Von 1989 bis 1992 erhielt er Unterricht in Musiktheorie, Tonsatz und Komposition bei Dieter Buwen am „Meistersingerkonservatorium Nürnberg“. 1992 begann er ein Kompositionsstudium an der Universität Mozarteum, Salzburg, bei Wolfgang Sauseng und Christian Ofenbauer sowie an der Universität für Musik und darstellende Kunst Wien bei Diether de la Motte Harmonielehre und Kontrapunkt bei Franz Zaunschirm, Musikgeschichte bei Siegfried Mauser. 1996 schloss Schapfl in Salzburg mit Auszeichnung ab.
Von 1995 bis 2001 arbeitete er mit August Everding am Libretto für eine Opernfassung von Der kleine Prinz sowie ab 1998 mit Regine Koch von der Bayerischen Theaterakademie. 1997 erfolgte eine Einladung nach Shanghai durch das „Shanghai Symphony Orchestra“ zur Uraufführung der Orchestersuite Der kleine Prinz mit Förderung durch den Deutschen Musikrat. Im Jahre 1998 erhielt Schapfl eine Einladung zur „Ohio Light Opera“, Cleveland (Ohio), zur Vorstellung der Oper The Little Prince (englische Fassung von Der kleine Prinz). Im gleichen Jahr erfolgte die Einspielung der CD songs without words 1–7 für Violine und Klavier zusammen mit Vladimir Tsypin (principal violinist der New-York-Philharmonic). 2002 komponierte er die Musik zum Kinofilm Der Templer, welche bei den Hofer Filmtagen ausgezeichnet wurde.
Das bekannteste Werk von Nikolaus Schapfl ist die erste durch die „Editions Gallimard“ und die Erbengemeinschaft Antoine de Saint-Exupérys autorisierte Vertonung von Der kleine Prinz (konzertante Uraufführung Salzburg 2003, Titelrolle: Yvonne Moules). Am 25. März 2006 wurde die Oper Der kleine Prinz im Badischen Staatstheater Karlsruhe, zu der die Erben Saint-Exupérys eigens anreisten, unter Leitung von Ulrich Wagner und in der Inszenierung von Peer Boysen szenisch uraufgeführt (Titelrolle: Robert Crowe). Aufführungen seiner Werke erfolgten außer in europäischen Ländern auch in Nordamerika und Asien. Schapfl vertonte Gedichte von Paul Celan, Else Lasker-Schüler und komponierte Orchester-, Kammermusik und Filmmusik.

## Lehrverpflichtungen
- 1996 und 1997 Dozent für Komposition bei der Internationale Theodor Leschetizky Sommer Akademie organisiert durch den belgischen Pianisten Peter Ritzen an der Universität für Musik und darstellende Kunst Wien.
- 1996 bei den Internationalen Meisterklassen für Gesang und Liedkomposition in Oettingen 1996
- 1996–2004 an der „University of Redlands – Salzburg“, Dozent für Komposition

## Förderungen – Preise
- 1983 Christopherus-Medaille von Bayern
- 1995 Förderpreis des Bayerischen Musikfonds
- 1997 Förderung durch das Bundeskanzleramt Wien
- 1997 Förderung durch den Deutschen Musikrat
- 1997 Förderung durch das Land Salzburg
- 2002 Eastman Preis der Hofer Filmtage für „Der Templer“
- 2003 Förderung durch die Salzburg International Association
- 2003 Förderung durch die Deutsch-Österreichische Gesellschaft Stuttgart

## Werke

### Theoretische Arbeiten
- 1995: Über „Octandre“ von Edgar Varèse
- 1996: Faded Photos – Über den Klavierzyklus des amerikanischen Komponisten Daniel Brewbaker
- 1996: „Die Klangsprache Alexander Skriabins“, Diplomarbeit

### Werkverzeichnis (Auswahl)
- Der Kleine Prinz, Oper in zwei Akten nach Antoine de Saint-Exupéry für großes Orchester, Chor und Soli (Sikorski)
- Lieder ohne Worte 1–7, für Violine und Klavier (UA 1999 Museum Freising)
- Die drei Brüder für gemischten Chor, nach einem russischen Märchen
- Sonate für Klavier (UA 1993, Kleiner Saal im Gasteig)
- Cry-X, Elektronische Musik, UA Alte Schmiede, Wien, 1997
- Arlecchino, Musik für Ausdruckstanz in vier Szenen (UA 1994, Santander UIMP)
- Der Kleine Prinz, Orchestersuite (UA mai 1997 Shanghai)
- Streichquartett N° 2, UA 2002 Gaudeamus Quartett
- Orpheus – Sinfonische Dichtung für Klavier Solo 2007, 71 min
- Konzert für Klavier und Orchester, UA 4. Oktober 2008, Salzburg
- Die Nachtigall für Violine, Klavier und Tonband, 13 min. – UA 2009, Irina Rusu
- Caravaggio-Elemente für Streichorchester – UA 2011 durch die Kammerphilharmonie dacapo München, 2013 u.d.L. des Komponisten beim Festival Grafenegg mit dem Niederösterreichischen Tonkünstler-Orchester im Rahmen des workshops "Ink still wet"
- Klavierquintett in drei Sätzen (Allegro, Moderato, Allegro con moto), 21 min, UA 2014 Schloß Goldegg, Land Salzburg, durch das mozarte-Quintett, Salzburg
- I give you my hand (Musik-Video 2015) – A message of peace, hope and unity from the children of Salzburg to the world – Johanna Mucha (Sologesang), Salzburger Chorknaben und -mädchen u.d.L.v. Helmut Zeilner, Nikolaus Schapfl (Text & Musik) am Klavier, Film von Lothar J. Riedl, Dauer 03:43 min:sec
- Brigitte, Oratorium für gemischten Chor, Soli, Gesangsensemble und Klavier "über die Märtyrerin Brigitte Irrgang", Musik & Libretto (Libretto unter Begleitung von  Peter Irrgang, Bruder von Brigitte), 2 Akte, Gesamtdauer 1h 45 min. Uraufführung 11. August 2017 Loitz (Vorpommern), 12. August 2017 in Greifswald, 13. August 2017 in Berlin durch den Chor Permoník aus Karviná, Tschechien; Live-Ausstrahlung der UA in EWTN, DVD.